# Henicus cephalotes
Henicus cephalotes är en insektsart som först beskrevs av Bolívar, I. 1890.  Henicus cephalotes ingår i släktet Henicus och familjen Anostostomatidae. Inga underarter finns listade i Catalogue of Life.